# Slovenska skupnost v Italiji
Slovenska skupnost v Italiji je skupnost 50.000–100.000 v Italiji živečih avtohtonih prebivalcev slovenskega rodu. Poseljujejo 1511 km² veliko obmejno območje med Italijo in Slovenijo v deželi Furlanija - Julijska krajina (FJK) oz. njenih 36–52 občinah.
Slovenci so se na območje priselili v 7. stoletju in nekaj stoletij živeli pod oblastjo oglejskih patriarhov in goriških grofov. Od 15. stoletja dalje do razpada Avstro-Ogrske pa je bilo ozemlje del Avstrijskega cesarstva. Za mejo so se v novonastali Kraljevini Italiji najprej znašli prebivalci Beneške Slovenije leta 1866. Večji del slovenske zamejske skupnosti pa se je pod italijansko upravo znašel po prvi svetovni vojni in priključitvi Avstrijskega primorja Kraljevini Italiji.. Po sklenitvi Rapalske pogodbe, leta 1920, se je v mejah Italijanskega kraljestva znašlo približno 325.000 Slovencev, od katerih okoli 130.000 na ozemlju, ki je ostalo v Italiji tudi po drugi svetovni vojni. Leta 1981 je število pripadnikov slovenske skupnosti v Italiji po italijanskih ocenah znašalo 61.367. Po ocenah Milana Bufona naj bi leta 2010 število Slovencev v Italiji znašalo približno 50.000.
Slovenska skupnost danes živi v italijanski deželi Furlanija - Julijska krajina. Večinoma gre za urbano skupnost, ki pa je v zaledju večjih mest vendarle ohranila svoj agrarni značaj – ta je obenem tudi njen ekonomski potencial. Slovenci v pokrajini Videm so slabše prepoznana skupnost in uradno niso bili priznani vse do zaščitnega zakona za Slovence leta 2001, medtem ko imajo goriški in tržaški Slovenci bolje organizirano življenje. Trst je kulturno, gospodarsko in politično jedro slovenske skupnosti v Italiji, dobro razvite institucije so tudi v Gorici.
Danes je slovenska narodna skupnost v Italiji spodbujevalec meddržavnega sodelovanja in gospodarstva ter nosilec regionalnega razvoja obmejnega območja. To še posebej velja za pokrajini Trst in Gorica, kjer meja teče skozi gosto poseljeno, gospodarsko in infrastrukturno razvito pokrajino. Slovenska skupnost v Italiji je največja in najbolje organizirana med slovenskimi narodnimi skupnostmi v sosednjih državah, a se kljub temu spopada z demografskim upadom, ki ga pospešuje tiha asimilacija, političnimi spori in šibkim gospodarstvom.
Slovenska skupnost v Italiji je v literaturi imenovana tudi »slovenska narodna skupnost v Italiji«, medtem ko je izraz »zamejski Slovenci« (ali tudi »zamejstvo«) vse manj v rabi, zlasti po vstopu Slovenije v EU in schengenski prostor. Italijanski viri – med njimi državni zaščitni zakon za Slovence – uporabljajo izraz »slovenska jezikovna manjšina« (italijansko minoranza linguistica slovena).

## Poselitveni prostor
Slovenska narodna skupnost je avtohtona na obmejnem ozemlju Slovenije in Furlanije - Julijske krajine, ki je tudi stik različnih geografskih enot Furlanske nižine, Alp in vzpetega predalpskega sveta. Gre za poselitvene prostore (Kanalska dolina, Rezija, Beneška Slovenija (ki jo sestavljata Terska in Nadiška dolina), Goriška in Tržaška), ki se razlikujejo glede na geografijo ter družbeno-politični pomen manjšine. Severni del ozemlja, ki upravno pripada pokrajini Videm, je gorat in slabo dostopen, slovenska skupnost na tem območju pa je najšibkejša, v zgodovini podvržena večjim političnim pritiskom in do nedavnega ni bila uradno priznana. Ozemlje Slovencev v Goriški in Tržaški pokrajini pa je tradicionalno kulturno in politično jedro manjšinske skupnosti. Celotna skupnost je torej sestavljena iz različnih skupin, ki so bile pod oznako »Primorski Slovenci« združene šele po rapalski pogodbi leta 1920. Do druge polovice 19. stoletja je bilo za Slovence značilno bivanje na podeželju in ob nerazvitih predelih Jadranske obale agrarna dejavnost ter oskrbovanje mestnih naselij (predvsem Trsta in Gorice) s kmetijskimi pridelki. V mestnih središčih Trsta in Gorice je bilo slovensko prebivalstvo vedno v manjšini.

### Kanalska dolina
Kanalska dolina je ozka dolina v Karnijskih Alpah v bližini tromeje Italije, Slovenije in Avstrije. Slovenska plemena so se vanjo naselila z vzhoda – iz smeri Ljubljanske kotline. Bila je območje strnjene slovenske poselitve do začetkov fužinarstva, ko so se zaradi gospodarskih koristi in tudi dobre prometne prehodnosti začeli priseljevati prebivalci germanskega in romanskega izvora. Sodobni kulturni trend je poudarjanje večkulturne identitete (italijanske, avstrijsko-nemške, furlanske in slovenske), temu se prilagaja tudi slovensko kulturno društvo Planika v Ukvah.
Danes je Slovencev v Kanalski dolini okoli 1.200 in predstavljajo le okoli 3 % prebivalstva, središče poselitve je v Ukvah, Žabnicah, Naborjetu in Ovčji vasi.
| |  |  |  |  |
| _____Tradicionalna ljudska noša Noša v kulturnem centru Rozajanski dum obkrožena z zastavami Slovenije, Italije in Avstrije; simbol multikulturnega značaja območja ob tromeji. |  |  |  |  |

### Rezija
Rezija je slabo dostopna dolina, reliefno odprta le proti zahodu v dolino Bele, medtem ko jo z vzhoda obdaja pogorje Kanina in z juga greben Mužcev. Tamkaj naseljena skupnost je zaradi omejenih stikov z drugimi slovanskimi skupinami razvila izrazito rezijansko narečje, zaradi katerega jo je italijanska politika označevala za slovansko etnično skupino, ki je bliže Rusom kot Slovencem. Ne glede na to, da je bilo italijansko priseljevanje zaradi slabe dostopnosti in gospodarskih potencialov doline omejeno, se zaradi zgodovinskih političnih pritiskov številni prebivalci danes identificirajo kot Italijani. Slovensko kulturo goji kulturno društvo Rozajanski Dum.
Po ocenah strokovnjakov pa prebivalci slovenskega izvora predstavljajo tudi do 98 % celotnega števila okoli 1.100 prebivalcev.

### Beneška Slovenija
Območje zgodovinske Beneške Slovenije obsega Terske in Nadiške doline. Doline so zaradi reliefnih preprek med seboj slabo povezane, še zlasti Terske, saj nimajo skupnega centra za razliko od Nadiških dolin, ki jih v njihovem dnu povezujeta Špeter Slovenov in Čedad kot kulturni središči Slovencev. Poselitev na območju je demografsko razmeroma strnjena, a geografsko razpršena zaradi reliefa. Gre za več kot 15.000 Slovencev na avtohtonem ozemlju in še za nekaj tisoč v soležni Furlanski nižini, ki je območje novejše poselitve Slovencev predvsem iz Beneške Slovenije. Slovenska skupnost Beneške Slovenije je bila v času hladne vojne označena za peto kolono Titove Jugoslavije in je kot taka doživljala intenzivne raznarodovalne pritiske, med drugim s strani paravojaške organizacije Gladio. Danes je po zaščitnem zakonu za Slovence iz leta 2001 tudi tukajšnja skupnost prepoznana kot avtohtona manjšina. V Čedadu izhaja slovenski tednik Novi Matajur, pomembna so ostala kulturna društva in slovenski šolski center v Špetru Slovenov.

### Gorica z zaledjem
Območje Goriške je prehodna pokrajina med nižinskim svetom Furlanije in vzpetim predalpskim svetom, avtohtona slovenska skupnost približno 12.000 prebivalcev pa poseljuje slednjega, tj. Goriška brda in severozahodne obronke matičnega Krasa. Območje je industrijsko razvito in prometno pomembno. V tradicionalno večkulturni Gorici živi približno 6.000 (okoli 18 %; po ocenah nekaterih slovenskih avtorjev pa več kot 18.000) Slovencev, naselje pa je siceršnje kulturno-politično središče skupnosti v goriški pokrajini, ki razen z razvejanimi kulturnimi društvi in izobraževalnimi institucijami razpolaga s finančno ustanovo KB 1909 idr.

### Trst z zaledjem
Tržaško območje obsega ozek pas do 200 m visokega planotastega ozemlja od Tržiča do Trsta med Tržaškim zalivom na jugozahodu in državno mejo s Slovenijo na severovzhodu. Po drugi svetovni vojni je bilo ozemlje vzpostavljeno kot koridor za italijanski dostop do Trsta. Zaradi dobre prehodnosti in pomembnih mest v bližini je tržaška regija gospodarsko in prometno bolje razvita od severnejših območij, kjer je prisotna slovenska narodna skupnosti v Italiji. Območje je bilo gospodarsko dobro razvito že v Avstrijskem cesarstvu in zatem v Avstro-Ogrski, pod italijansko oblastjo pa se je dalje razvijalo zaradi političnega pomena, četudi je bilo odcepljeno od svojega naravnega zaledja matičnega Krasa. Trst, kot središče pokrajine, je pomembno gospodarsko, politično in kulturno središče FJK, pa tudi jedro celotne slovenske narodne skupnosti v Italiji. Za razliko od Trsta, v katerem je bila slovenska skupnost vedno v manjšini, je bilo njegovo zaledje območje tradicionalne strnjene poselitve Slovencev, tesno navezanih na obalno mesto. Etnološke posebnosti ribičev med Trstom in Štivanom (posebej čupe) danes dokazujejo dolgo prisotnost Slovencev v Tržaškem zalivu in njihov zgodovinski dostop do morja. Dogajanje po drugi svetovni vojni na čelu z načrtnim priseljevanjem istrskih beguncev (ezuli) je spremenilo demografsko podobo območja. Danes v Trstu živi več kot 15.000 Slovencev (okoli 8 % celotnega prebivalstva; po nekaterih ocenah slovenskih avtorjev pa več kot 40.000), v njegovem zaledju pa še okoli 10.000.
V Trstu imata sedež krovni organizaciji slovenske skupnosti Slovenska kulturno-gospodarska zveza in Svet slovenskih organizacij. Prav tako je tu uredništvo Primorskega dnevnika in slovenske redakcije na regionalnem predstavništvu RAI, pa tudi izobraževalne institucije, kulturne in gospodarske ustanove.

### Demografske in razvojne spremembe na ozemlju skupnosti
| Sestava prebivalstva po popisu iz leta 1910 v središču mesta Trst | Sestava prebivalstva po popisu iz leta 1910 v središču mesta Trst | Sestava prebivalstva po popisu iz leta 1910 v središču mesta Trst | Sestava prebivalstva po popisu iz leta 1910 v središču mesta Trst | Sestava prebivalstva po popisu iz leta 1910 v središču mesta Trst |
| ----------------------------------------------------------------- | ----------------------------------------------------------------- | ----------------------------------------------------------------- | ----------------------------------------------------------------- | ----------------------------------------------------------------- |
|                                                                   |                                                                   |                                                                   |                                                                   |                                                                   |
| italijansko govoreči (95.385)                                     | italijansko govoreči (95.385)                                     |                                                                   | 60.1%                                                             | 60.1%                                                             |
| slovensko govoreči (19.684)                                       | slovensko govoreči (19.684)                                       |                                                                   | 12.4%                                                             | 12.4%                                                             |
| drugi in priseljeni (43.532)                                      | drugi in priseljeni (43.532)                                      |                                                                   | 27.5%                                                             | 27.5%                                                             |

| Sestava prebivalstva po popisu iz leta 1910 v tržaškem predmestju | Sestava prebivalstva po popisu iz leta 1910 v tržaškem predmestju | Sestava prebivalstva po popisu iz leta 1910 v tržaškem predmestju | Sestava prebivalstva po popisu iz leta 1910 v tržaškem predmestju | Sestava prebivalstva po popisu iz leta 1910 v tržaškem predmestju |
| ----------------------------------------------------------------- | ----------------------------------------------------------------- | ----------------------------------------------------------------- | ----------------------------------------------------------------- | ----------------------------------------------------------------- |
|                                                                   |                                                                   |                                                                   |                                                                   |                                                                   |
| italijansko govoreči (22.691)                                     | italijansko govoreči (22.691)                                     |                                                                   | 38.1%                                                             | 38.1%                                                             |
| slovensko govoreči (28.359)                                       | slovensko govoreči (28.359)                                       |                                                                   | 47.6%                                                             | 47.6%                                                             |
| drugi in priseljeni (8.497)                                       | drugi in priseljeni (8.497)                                       |                                                                   | 14.3%                                                             | 14.3%                                                             |

| Sestava prebivalstva po popisu iz leta 1910 v okolici mesta Trst | Sestava prebivalstva po popisu iz leta 1910 v okolici mesta Trst | Sestava prebivalstva po popisu iz leta 1910 v okolici mesta Trst | Sestava prebivalstva po popisu iz leta 1910 v okolici mesta Trst | Sestava prebivalstva po popisu iz leta 1910 v okolici mesta Trst |
| ---------------------------------------------------------------- | ---------------------------------------------------------------- | ---------------------------------------------------------------- | ---------------------------------------------------------------- | ---------------------------------------------------------------- |
|                                                                  |                                                                  |                                                                  |                                                                  |                                                                  |
| italijansko govoreči (538)                                       | italijansko govoreči (538)                                       |                                                                  | 5.9%                                                             | 5.9%                                                             |
| slovensko govoreči (8.199)                                       | slovensko govoreči (8.199)                                       |                                                                  | 91.4%                                                            | 91.4%                                                            |
| drugi in priseljeni (233)                                        | drugi in priseljeni (233)                                        |                                                                  | 2.6%                                                             | 2.6%                                                             |

Podeželje današnjega slovenskega zamejskega prostora ob Jadranu je bilo nekoč strnjeno poseljeno s slovenskim prebivalstvom, ki je predstavljalo večino tudi v bližnji okolici mesta Trst. Popis prebivalstva iz leta 1910 dokazuje, da je takrat 56.916 Slovencev predstavljalo 24,8 % celotnega tržaškega prebivalstva (229.510).
Po dodelitvi Avstrijskega primorja Italiji pa so asimilacijska politika italijanskih oblasti in spremenjene gospodarske razmere, ki so sledile ločitvi mesta od njegovega naravnega zaledja, privedle do redčenja slovenske prisotnosti na obravnavanem ozemlju. Po rapalski pogodbi 1920, ko je bilo ozemlje dodeljeno Italiji, so nove oblasti spodbujale priseljevanje z italijanskega juga, ki naj bi razvodenelo germansko in slovansko demografsko prisotnost.
Po drugi svetovni vojni je povzročilo veliko demografsko spremembo naseljevanje istrskih beguncev, ki so se izselili iz komunistične Jugoslavije) na Tržaškem Krasu, in sicer najprej v begunskih taboriščih v neposredni bližini etnično slovenskih vasi, kasneje pa v novih stanovanjskih objektih na istih območjih. S tem se je strateško spreminjala demografska podoba celotnega tržaškega zaledja.
Demografski procesi tržaškega zaledja so tudi danes sporno vprašanje, zlasti ko gre za priseljevanje dominantne italijanske skupnosti tako v nove skupine objektov na Tržaškem Krasu kot – po vstopu Slovenije v schengenski prostor – v podeželska naselja na Krasu v Sloveniji, ki so ne glede na državno mejo naravno zaledje Trsta.
Slab vpliv na slovensko skupnost imajo tudi razvojni in gospodarski projekti na njenem ozemlju. Tu gre predvsem za industrijski in prometni razvoj Goriške in Tržaške z nameščanjem, na predvsem s Slovenci poseljenem območju, mednarodnega plinovoda, avtocestnih povezav, vojaških služnosti, naravnih parkov in begunskih, ljudskih ter turističnih naselij. Leta 1971 je odstotni delež Slovencev v tržaški pokrajini padel na 8,2% (24.706 od skupnih 300.304 prebivalcev).

## Število pripadnikov skupnosti
| Metoda ocenjevanja števila pripadnikov manjšinske skupnosti | Metoda ocenjevanja števila pripadnikov manjšinske skupnosti | Metoda ocenjevanja števila pripadnikov manjšinske skupnosti | Metoda ocenjevanja števila pripadnikov manjšinske skupnosti | Metoda ocenjevanja števila pripadnikov manjšinske skupnosti |
| --- | ----------------------------------------------------------- | ----------------------------------------------------------- | ----------------------------------------------------------- | ----------------------------------------------------------- |
| |                                                             |                                                             |                                                             |                                                             |
| Milan Bufon je leta 1992 v svojih raziskavah deleža slovenskega prebivalstva v treh pokrajinah Furlanije - Julijske krajine (Tržaške, Goriške, Videmske) upošteval sledeče pokazatelje: - »izjavljen Slovenec« (9,4 % celotnega prebivalstva treh pokrajin), - »doma govori slovensko« (9,7 %), - »razume slovensko« (24,7 %), - »starši obvladajo slovenščino« (23,3 %), - »zakonski partner obvlada slovenščino« (31,7 %), - »otroci obvladajo slovenščino« (21,5 %), - »otroci obiskujejo slovenske šole« (13,5 %) in - »večina znancev so Slovenci« (25,0 %). |                                                             |                                                             |                                                             |                                                             |

| Narodnostna pripadnost prebivalcev videmske pokrajine - leta 1971 | Narodnostna pripadnost prebivalcev videmske pokrajine - leta 1971 | Narodnostna pripadnost prebivalcev videmske pokrajine - leta 1971 | Narodnostna pripadnost prebivalcev videmske pokrajine - leta 1971 | Narodnostna pripadnost prebivalcev videmske pokrajine - leta 1971 |
| ----------------------------------------------------------------- | ----------------------------------------------------------------- | ----------------------------------------------------------------- | ----------------------------------------------------------------- | ----------------------------------------------------------------- |
|                                                                   |                                                                   |                                                                   |                                                                   |                                                                   |
| Italijani (499.975)                                               | Italijani (499.975)                                               |                                                                   | 96.7%                                                             | 96.7%                                                             |
| Slovenci (16.935)                                                 | Slovenci (16.935)                                                 |                                                                   | 3.3%                                                              | 3.3%                                                              |

| Narodnostna pripadnost prebivalcev goriške pokrajine - leta 1971 | Narodnostna pripadnost prebivalcev goriške pokrajine - leta 1971 | Narodnostna pripadnost prebivalcev goriške pokrajine - leta 1971 | Narodnostna pripadnost prebivalcev goriške pokrajine - leta 1971 | Narodnostna pripadnost prebivalcev goriške pokrajine - leta 1971 |
| ---------------------------------------------------------------- | ---------------------------------------------------------------- | ---------------------------------------------------------------- | ---------------------------------------------------------------- | ---------------------------------------------------------------- |
|                                                                  |                                                                  |                                                                  |                                                                  |                                                                  |
| Italijani (131.879)                                              | Italijani (131.879)                                              |                                                                  | 92.6%                                                            | 92.6%                                                            |
| Slovenci (10.533)                                                | Slovenci (10.533)                                                |                                                                  | 7.4%                                                             | 7.4%                                                             |

| Narodnostna pripadnost prebivalcev tržaške pokrajine - leta 1971 | Narodnostna pripadnost prebivalcev tržaške pokrajine - leta 1971 | Narodnostna pripadnost prebivalcev tržaške pokrajine - leta 1971 | Narodnostna pripadnost prebivalcev tržaške pokrajine - leta 1971 | Narodnostna pripadnost prebivalcev tržaške pokrajine - leta 1971 |
| ---------------------------------------------------------------- | ---------------------------------------------------------------- | ---------------------------------------------------------------- | ---------------------------------------------------------------- | ---------------------------------------------------------------- |
|                                                                  |                                                                  |                                                                  |                                                                  |                                                                  |
| Italijani (275.597)                                              | Italijani (275.597)                                              |                                                                  | 91.8%                                                            | 91.8%                                                            |
| Slovenci (24.706)                                                | Slovenci (24.706)                                                |                                                                  | 8.2%                                                             | 8.2%                                                             |

Ocenjevanje števila Slovencev v Italiji je kompleksno predvsem zaradi zgodovinskega spreminjanja meje. Prva skupina Slovencev, ki je prešla pod italijansko oblast leta 1866, so beneški Slovenci. Sledila je priključitev celotne Primorske (vključno s Kanalsko dolino, Idrijo, Postojno in Ilirsko Bistrico) po prvi svetovni vojni, v skladu z rapalsko pogodbo leta 1920. Med drugo svetovno vojno je prešla pod italijansko oblast tudi Ljubljanska pokrajina, po drugi svetovni vojni pa je bila večina Primorske priključena SFR Jugoslaviji.
Ocene števila pripadnikov skupnosti nihajo glede na avtorje in definicije pripadnosti manjšini. Italijanski viri so v zadnjih dveh desetletjih navajali števila 46.822–75.700, medtem ko se ocene vidnejših slovenskih avtorjev gibljejo med 50.000 in 100.000.

Za obdobje pred prvo svetovno vojno je pomemben vir podatkov popis prebivalstva v Avstro-ogrski leta 1910.
Po oceni Milana Bufona, je leta 1910 prebivalo na današnjem slovenskem naselitvenem prostoru v Italiji okoli 130.000 Slovencev (1.500 v Kanalski dolini, 4.500 v Reziji, 15.000 v Terski dolini, 20.000 v Nadiški dolini, 20.000 na Goriškem in 70.000 na Tržaškem).

Pred drugo svetovno vojno je bil pomemben vir podatkov tudi popis prebivalstva v Italiji, leta 1921. Na podlagi tega popisa naj bi takrat v Beneški Sloveniji prebivalo 33.932 slovensko govorečih oseb.

To pa je bil zadnji popis, ki je beležil narodno pripadnost (in sicer glede na uporabo jezika), poleg tega se je po drugi svetovni vojni tudi slovenska skupnost sama upirala italijanskim poskusom preštevanja zaradi morebitnih zlorab podatkov in dvomljivih metodologij. Vse novejše objavljene vrednosti, tako iz italijanske kot s slovenske strani, so zato le ocene in odvisne od različnih definicij pripadnosti slovenski skupnosti.

Leta 2010, oziroma 100 let po popisu leta 1910, naj bi v Italiji prebivalo, po oceni Milana Bufona, okoli 50.000 Slovencev (1.000 v Kanalski dolini, 1.000 v Reziji, 2.000 v Terski dolini, 6.000 v Nadiški dolini, 10.000 na Goriškem in 30.000 na Tržaškem).

## Zgodovina
Slovenska zamejska skupnost se je začela oblikovati šele leta 1866 s priključitvijo Benečije iredentistični Italiji, medtem ko so ostala poselitvena območja Slovencev ostala v skupni avstro-ogrski državi do konca prve svetovne vojne. Rapalska pogodba 1920 med Italijo in Kraljevino SHS je slovensko Primorje dodelila Italiji, s tem pa večinoma slovensko prebivalstvo podvrgla italijanizaciji, ki je svoj višek dosegla s fašističnimi ukrepi v tridesetih letih. Obdobje po drugi svetovni vojni slovenski skupnosti, ki je ostala onkraj meja Jugoslavije, ni prineslo blagostanja: po italijansko-jugoslovanski mejni črti je potekala tudi meja med kapitalizmom in socializmom, četudi je bila to ena najbolj odprtih meja v razdeljeni Evropi. Kljub temu da je bila slovenska manjšina obravnavana kot morebitna peta kolona jugoslovanske politike, pa je skupnost gospodarsko uspevala zaradi možnosti posredovanja pri blagovni menjavi med državama. Konec hladne vojne in osamosvojitev Slovenije so spremenili politične okoliščine in prinesli nove možnosti čezmejnega sodelovanja oz. povezovanja manjšine z matico.

### Prihod slovanskih plemen na ozemlje Beneške Slovenije in na obalo Jadranskega morja
Prihod Slovanov na skrajne zahodne predele slovenskega naselitvenega prostora, ki danes pripadajo italijanski državi, je dokumentiran v Zgodovini Langobardov (Historia Langobardorum) langobardskega zgodovinopisca  Pavla Diakona (Paul Warnefried). V knjigi je opisana bitka, ki se je bila okoli leta 670 med Langobardi in Slovani pri reki  Nadiži
»non longe a Foroiuli … ad ponte Natisonis fluminis«
Spopadi naj bi prenehali s sporazumom, na podlagi katerega so Slovani dosegli pravico naselitve na gričevnatih obronkih furlanske nižine. Medkulturni odnosi v regiji so se pričeli razvijati v 7. stoletju ob priselitvi slovanskih plemen na obrobje Furlanske nižine do limesa, ki je romanske naselbine varoval pred napadi z vzhoda. 
Med najstarejše vire, ki omenjajo prisotnost slovanskih plemen v bližini obale Jadranskega morja je zapisnik rižanskega zbora (ali rižanski placit, italijansko Placito del Risano). To je naziv zapisnika rižanskega zbora, ki se je odvijal najverjetneje leta 804, v kraju Rižana blizu Kopra. Rižanski zbor je sklical gradeški patriarh Fortunat. Udeležili so se ga predstavniki istrskih mest in kaštelov, predsedovali pa so mu trije cesarjevi odposlanci. V njej je, med drugim, zapisana obveza vojvode Janeza, ki je predstavljal tedanjo frankovsko oblast nad deželo, da bo slovane, ki so se nastanili v okolico mest, pregnal v tiste kraje, v katerih mestom ne bodo povzročali škode na poljih in v gozdovih. Slovani, ki so med preseljevanjem naleteli na romanske naselbine v Furlanski nižini in ob Jadranski obali, so se ustalili v bljižnjih neobdelanih zemljiščih in gozdovih..

### Naselitev Slovanov in habsburški imperij (7.–19. stoletje)
Slovanska skupnost, ki je živela v podeželskih zaledjih romanskih urbanih naselij, je bila do 15. stoletja razdrobljena pod fevdalnimi oblastmi oglejskih patriarhov in goriških grofov, zatem pa jo je v enoten teritorij združil avstrijski imperij. 
Pestra jezikovna struktura prebivalstva je opisana v poročilu namenjenemu cesarici Mariji Terezijil, ki ga je napisal grof Nikolaus Graf von Hamilton, intendant tržaškega okrožja med letoma 1749 in 1768:
«... v Trstu so prebivalci treh različnih jezikov, italijanksega, tržaškega in slovenskega. Posebni tržaški jezik, ki ga rabi preprosto ljudstvo, Italijani ne razumejo. Mnogi prebivalci v mestu in vsi v okolici govorijo le slovensko.»
Nacionalna identiteta v imperiju ni bila pomembna do pomladi narodov in revolucije leta 1848, ko se je slovensko narodno gibanje začelo razvijati tudi v Trstu in Gorici.

### Risorgimento in ekspanzionistična politika Italije (1866–1915)
Prebujanje nacionalnih idej je spodbudilo tudi italijanske skupnosti tamkajšnjih mestnih držav k združevanju italijanskih ozemelj v eno, močno državo. Tu je šlo predvsem za odpor proti nemškemu nadzoru ozemelj severovzhodne Italije, ki pa so bila tudi avtohtono ozemlje več drugih etničnih skupin, med drugim Slovencev. Italijansko kraljestvo je že leta 1866 izkoristilo okoliščine francosko-pruske vojne za priključitev nekdanje Beneške republike, ko je doseglo, da so se tudi prebivalci Beneške Slovenije z referendumom odločili za priključitev ozemlja Italiji in tako postali prva skupina Slovencev, ki se je znašla ločena od slovenske matice, v mejah italijanske države. 
Italijansko kraljestvo je imelo še dodaten pohlep po slovenski zemlji, ki ga je opravičevala z nujo uveljavitve državnih meja na naravnih mejah Alp in Dinarskega gorstva, ki so učinkovita reliefna pregrada za Apeninski polotok (ta naravna meja pa poteka globoko po slovenskem etničnem ozemlju); istočasno pa je izvaljala asimilacijsko politiko v škodo novih italijanskih državljanov slovenskega porekla.
Iredentistični krogi tržaške italijanske buržoazije, ki so živeli na Avstrijskem primorju so tudi hrepeneli po tem, da bi se znebili slovanske prisotnosti: 
| «In Istria la lotta è una fatalità che non può avere il suo compimento se non nella sparizione completa di una delle due razze che si combattono»... «Da noi lo slavo e il tedesco vive talvolta nella nostra stessa casa...anche quello lì è un nemico che si deve odiare e combattere senza quartiere»... «A noi che la lotta abbia un carattere civile o incivile non importa nulla… contro questi ignavi bifolchi noi non possiamo rispondere con la severa coscienza nazionale, ma con l’odio... «se avremo la fortuna che il governo sia quello della Patria italiana, faremo presto a sbarazzarci di tutti questi bifolchi sloveni e croati...»— Ruggero Timeus (2014) | »V Istri je boj neizogiben in se lahko konča edinole s popolnim izginotjem ene od obeh ras, ki se bojujeta«... »Slovani in nemci prebivajo včasih celo v naši hiši«... »tudi oni so naši sovražniki, ki jih je treba sovražiti, in se proti njim neizprosno boriti«... »Nas ne zanima ali bo boj omikan ali pa brezobziren... proti tem lenobnim kmetavzarjem ne moremo postopati s svojo odločno nacionalno zavestjo, temveč le s sovraštvom«... »Če bomo le imeli srečo, da bomo prešli pod vlado naše italijanske domovine, se bomo z lahkoto znebili teh slovenskih in hrvaških kmetavzarjev.« Ruggero Timeus |

| Prisotnost Slovencev na zahodu rapalske meje | Prisotnost Slovencev na zahodu rapalske meje | Prisotnost Slovencev na zahodu rapalske meje | Prisotnost Slovencev na zahodu rapalske meje | Prisotnost Slovencev na zahodu rapalske meje |
| --- | -------------------------------------------- | -------------------------------------------- | -------------------------------------------- | -------------------------------------------- |
| |                                              |                                              |                                              |                                              |
| Po prvi svetovni vojni je bilo, na podlagi rapalske pogodbe (1920), dodeljeno Kraljevini Italiji vse etnično mešano območje (Kanalska dolina, Beneška Slovenija, Spodnje Posočje z Gorico, Tržaška in severna Istra), kjer je poleg Italijanov prebivalo približno 155.000 Slovencev, in poleg tega še pretežno s Slovenci naseljen ostali del Primorske (Bovec, Kobarid, Tolmin, Srednje Posočje z Idrijo, slovenski Kras s Postojno in Ilirsko Bistrico vred), kjer je prebivalo približno 185.000 prebivalcev. |                                              |                                              |                                              |                                              |

### Prva svetovna vojna in rapalska meja (1915-1922)
Apetite po širjenju ozemlja si je Italija potešila v prvi svetovni vojni, ko je s tajnim londonskim sporazumom (1915) prekinila nevtralnost in napadla Avstro-Ogrsko. Odprla se je za slovensko civilno prebivalstvo katastrofalna soška fronta, po vojni pa je bila, leta 1920 z rapalsko pogodbo (1920), celotna Primorska dodeljena Italiji. 

Nova razmejitev, ki je skoraj povsem zadostila zahtevam Kraljevine Italije, je omogočila 400-tisočim Italijanom, da so prešli pod italijansko upravo (Le 15.000 italijanskih dalmatincev je ostalo na delu ozemlja, ki je bil dodeljen Kraljevini SHS). Istočasno pa se je znašlo v Italijanski kraljevini okoli 340.000 Slovencev in okoli 175.000 Hrvatov. Nepridobljene zgodovinsko starorimske teritorije Dalmacije je Italija obravnavala kot »pohabljeno zmago« (italijansko vittoria mutilata), kar je bilo podlaga za nadaljevanje italijanskega iredentizma.

### Fašizem in druga svetovna vojna (1922–1945)
Sledilo je razgreto obdobje medsebojnega obračunavanja, kjer sta se med napetostmi Italije in jugoslovanske države znašli prav narodni skupnosti Slovencev v Italiji in Italijanov v Kraljevini SHS.

Italijanska skupnost, ki je na Slovane gledala kot na necivilizirano kmečko prebivalstvo, je izvajala poitalijančevanje s prepovedjo slovenščine v šolah in javnosti, plenjenjem slovenskih knjig, včlanjevanjem slovenske mladine v fašistično organizacijo Balilla, poitalijančevanjem slovenskih imen in priimkov (tudi na nagrobnikih) in prepovedovanjem slovenskih kulturnih organizacij.
»Ko se srečamo s tako raso, kot je slovanska - manj vredna in barbarska - ne smemo proti njej izvajati politike sladkorčkov, temveč politiko palice... Ne bojimo se več žrtev... Meje Italije morajo potekati po Brennerju, po Snežniku in po Dinarskem gorstvu... Mislim, da se sme žrtvovati 500.000 barbarskih slovanov za 50.000 Italijanov.«— Iz govora Benita Mussolinija v Pulju 22. septembra 1920
 Zaradi fašističnega nasilja so Slovenci v Kraljevini Italiji sodelovali z organizacijami TIGR, Orjuna idr., ki so imele narodnoobrambni značaj. Po napadu sil osi je bil, decembra 1942, v Trstu ustanovljen Okrožni odbor OF za Trst.
Med 2. svetovno vojno je leta 1941 Kraljevina Italija napadla Jugoslavijo in anektirala južni del Dravske banovine in zahodni del Savske banovine skupaj z njenimi 340-tisočimi prebivalci: od aprila 1941 do septembra 1943 se je v Italiji nahajalo približno 680.000 Slovencev.
Po kapitulaciji Italije, 8. septembra 1943, so Nemci zasedli ves severozahodni del Italije in ga nato neposredno upravljali s pomočjo številnih italijanskih fašističnih privržencev.
Po kapitulaciji Italije so člani Vrhovnega plenuma Osvobodilne fronte  16. septembra 1943 sprejeli sklep o priključitvi slovenskega Primorja svobodni in združeni Sloveniji, ki je bil potrjen 3. oktobra v Kočevju na Zboru odposlancev slovenskega naroda.
Skoraj vsi mladi Slovenci, ki so do tedaj služili v italijanski vojski (v kolikor italijanski državljani), so se pridružili partizanskim prekomorskim brigadam ali pa neposredno pristopili v enote 9. korpusa in drugih partizanskih odredov v Jugoslaviji in tako aktivno prispevali k osvoboditvi Trsta in Gorice, 1. maja 1945. Vojna vihra je na območju Primorske terjala približno 7.300 žrtev med pripadniki Osvobodilne fronte in njihovimi sodelavci ter smrt približno 5.600 civilistov. Imena tistih, ki so umrli na bojiščih so danes navedena na številnih spomenikih padlim v drugi svetovni vojni, ki stojijo dobesedno v vsakem slovenskem naselju.

### Hladna vojna (1945–1991)
Novoustanovljena socialistična Jugoslavija, ki je iz vojne izšla kot zmagovalka, je po vojni zase zahtevala južnoslovanska etnična ozemlja vključno s Trstom, ki ga je zasedla partizanska vojska, a se je v mesecu zatem morala umakniti zaradi zahtev zaveznikov.

Umik jugoslovanske vojske iz goriškega in tržaškega območja je privabilo številne politične begunce. Celovitost manjšine pa je bila razdeljena z ideološkim prepadom: Slovenska kulturno-gospodarska zveza, ustanovljena leta 1954, je povezala večino članov skupnosti, ki so bili zaradi zgodovinskih razlogov tradicionalno naklonjeni levici, partizanskemu gibanju in idejam jugoslovanskega socializma. Znotraj skupnosti se je na ideološko obratni strani znašla katoliška skupina, ki je svoj Svet slovenskih organizacij ustanovila leta 1976. Posebno tržaški Slovenci so tako v prvi osebi doživljali posledice ideoloških prepadov med Zahodom in Vzhodom.
Po vojni sta se začeli Jugoslavija in Italija pogajati o novi razmejitvi med državama. Pogajanja za določitev nove razmejitve med Italijo in Jugoslavijo so se odvijala pod vplivom političnih napetosti, ki so nastale zaradi hladne vojne. Na podlagi Londonskega memoranduma, sta obe državi določili, poleg meje, tudi osnovne pravice pripadnikov slovenske jezikovne skupnosti v Italiji ter pripadnikov italijanske jezikovne skupnosti v Jugoslaviji, na podlagi katerih sta državi sprejeli posebne zakone, ki jamčijo manjšinskima jezikovnima skupnostima uporabo lastnega materinega jezika v odnosih z javnimi ustanovami. Razmejitev pa ni bila dokončna vse do osimskih sporazumov 1975. 
| Tajna organizacija Gladio | Tajna organizacija Gladio | Tajna organizacija Gladio | Tajna organizacija Gladio | Tajna organizacija Gladio |
| --- | ------------------------- | ------------------------- | ------------------------- | ------------------------- |
| |                           |                           |                           |                           |
| V obdobju hladne vojne je na obmejnem območju Italije, ki je mejilo na socialistično Jugoslavijo, v okviru zveze NATO, delovala stay-behind paravojaška tajna struktura Gladio, ki je nadzorovala morebitne komunistične aktivnosti v Italiji. Njeni člani so bili v številnih primerih rekrutirani iz vrst predvojnih fašistov, ti pa so nadzorovali tudi pripadnike slovenske skupnosti v Italiji, na območju Beneške Slovenije; z operacijo Delfin je 17 let omejevala kulturni razvoj slovenskega prebivalstva. Slovenska narodna manjšina je bila, v obdobju hladne vojne, tako tudi žrtev napetosti med svetovnimi velesilami. |                           |                           |                           |                           |

Bolj jasne so bile teritorialne okoliščine v Goriški in Videmski pokrajini, kjer so povojne italijanske oblasti budno pazile na slovensko skupnost, saj bi ta lahko predstavljala peto kolono ekspanzionistične Jugoslavije. Tako se je slovenska skupnost v Italiji vnovič znašla v primežu raznarodovalne politike iz časa fašizma.
Odnose med narodoma je še zaostrovala selitev italijanskih beguncev iz Istre ter vprašanje žrtev fojb, zaradi česar sta se obe strani še naprej lahko naslanjali na zgodovinske krivice, ki jih je zakrivila nasprotna skupnost. Zaradi nejasne usode Trsta in njegovega zaledja so se tudi v povojnem obdobju od tam odselili številni Slovenci.
Politična napetost na obmejnem območju se je pričela umirjati z osimskimi sporazumi (1975), ki so definirali mejno črto, uradno razpustili nefunkcionalno STO in uredili nekatere pravne obveznosti obeh podpisnic do manjšin na njunem ozemlju. Že prej, 1955, pa je videmski sporazum o osebnem prometu v obmejnem pasu sprostil mejni režim do mere, ki je bila daleč bolj liberalna od obstoječih režimov po Evropi, še posebno pa od tistih ob preostanku železne zavese. Tako sproščena meja je omogočala bogato blagovno menjavo med prebivalci obeh strani in gospodarsko ugodne razmere za slovensko manjšino.

### Osamosvojitev Slovenije in sproščanje mejnega režima (1991–2007)
| |  |  |  |  |
| ______.__Mejna tabla ob gozdni čezmejni poti Kljub temu da je slovensko-italijanska meja v času hladne vojne razmejevala kapitalistični in socialistični svet, je bil po podpisu videmskega sporazuma 1954 prehod razmeroma enostaven, kar je dobro vplivalo na slovensko skupnost v Italiji. Mednarodni in maloobmejni prehodi vzdolž meje so bili opuščeni (ne pa tudi odstranjeni) po vstopu Slovenije v schengensko območje, kar so pripadniki manjšine sprejeli kot zgodovinski dogodek. |  |  |  |  |

Razpad vzhodnega bloka, pa tudi neuvrščene SFRJ in nastanek Slovenije je temeljito spremenil družbeno-politične okoliščine manjšinske skupnosti. Devetdeseta leta so bila obdobje gospodarskih problemov manjšine, saj je ta izgubila pomembno vlogo posrednika med državama. Na drugi strani so se pojavile številne nove možnosti sodelovanja na kulturni, gospodarski in politični ravni. Slovenija je že leta 1994 začela izvajati predpristopni razvojni program EU PHARE CBC Slovenija-Italija 1994–1999, ki se je osredotočal zlasti na obmejno območje obeh držav, sodelovanje je kasneje preraslo v program Interreg IIIA. V teh projektih so bile institucije skupnosti pomemben posrednik in mnogokrat glavni porabnik sredstev. Vendarle se je na politični ravni Slovenija za svoje manjšine zanimala manj kot prej – v obdobju SFRJ je bilo obračanje na slovenske narodne skupnosti onkraj meje uporaben izgovor za navezave stran od beograjskih oblasti na Zahodno Evropo, medtem ko se je država po osamosvojitvi intenzivneje ukvarjala sama s seboj.
Leta 2001 je Italija sprejela dolgo pričakovani zaščitni zakon št. 38 za Slovence v Italiji, ki definira skupnost in ji zagotavlja pravice ter finančna sredstva. S tem je končan pravni razvoj vprašanja, nadaljuje pa se uveljavljanje mnogokrat dvomljivo upoštevanega zakona v praksi.
Skupnost v Italiji je v obdobju integracije Slovenije v EU vendarle pridobila na ugledu in ni več veljala za nevaren politični dejavnik. Še vedno pa se spopada z notranjimi političnimi nesoglasji in nestabilnim gospodarstvom ter iskanjem nove identitete v pogojih povezane Evropske unije. Tudi večinska skupnost v Italiji slovenske manjšine še vedno ni sprejela kot enakovrednega partnerja, saj bi za to morala spremeniti temeljne poglede na zgodovino in slovensko kulturo.

## Pravni položaj
| Razsodba italijanskega Ustavnega sodišča št. 62 iz leta 1992 | Razsodba italijanskega Ustavnega sodišča št. 62 iz leta 1992 | Razsodba italijanskega Ustavnega sodišča št. 62 iz leta 1992 | Razsodba italijanskega Ustavnega sodišča št. 62 iz leta 1992 | Razsodba italijanskega Ustavnega sodišča št. 62 iz leta 1992 |
| --- | ------------------------------------------------------------ | ------------------------------------------------------------ | ------------------------------------------------------------ | ------------------------------------------------------------ |
| |                                                              |                                                              |                                                              |                                                              |
| V zvezi z zaščito narodne manjšine je Ustavno sodišče Italijanske republike v svoji razsodbi N. 62 del 1992 št. 62 iz leta 1992 zapisalo, da je popolna zaščita manjšine zagotovljena šele takrat », ko je na njenem naselitvenem območju govorcem omogočeno, da v odnosu do javne uprave uporabljajo materni jezik«. |                                                              |                                                              |                                                              |                                                              |

| |  |  |  |  |
| Pravna zaščita slovenske narodne skupnosti predvideva pravico do rabe slovenščine v uradnih postopkih, tudi pri izdajanju osebnih dokumentov. V praksi se Slovenci soočajo z administrativnimi zapleti v zvezi z dvojezičnostjo celo na Tržaškem, kjer je manjšina tradicionalno najbolje organizirana. |  |  |  |  |

Postavljanje političnih meja v zgornjem Jadranu je bilo zaradi pestre etnične strukture problematično vse od vznika nacionalnih gibanj v 19. stoletju. Zato je že mirovna pogodba po koncu prve svetovne vojne, ki je uradno prekinila spopade med razpadajočo Avstro-Ogrsko, novo Kraljevino SHS in zmagovalno Italijo, omenjala zaščito manjšin. Dejansko je pravni položaj slovenske skupnosti v Italiji med obema vojnama zaznamovalo predvsem dejstvo, da pravni mehanizmi v fašistični Italiji niso delovali in da je bil odnos do slovenske skupnosti posebno diskriminatoren.
Po drugi svetovni vojni je bila pravna zaščita zagotovljena le delu slovenske manjšinske skupnosti na Svobodnem tržaškem ozemlju pod zavezniško vojaško upravo, medtem ko Slovenci severneje od tod niso bili prepoznani kot posebna skupnost. Zaščito slovenski skupnosti v Italiji in italijanski v Jugoslaviji je uradno zagotavljal tudi kasnejši londonski memorandum iz leta 1954, pa tudi sama italijanska ustava iz leta 1948, ki v svojem 6. členu določa dolžnost državnega varstva jezikovnih manjšin v republiki. Problematična je bila predvsem Videmska pokrajina, kjer slovenski skupnosti za razliko od tržaškega in goriškega sploh ni bil priznan obstoj. Omenjeni pokrajini (ne pa tudi videmska) sta bili namreč predmet povojnega razmejevanja, zaradi česar je bilo strateško primerno zagotavljati pravno varstvo manjšinske skupnosti.
V povojnem obdobju je bilo vseskozi prisotno vprašanje pravnega varstva manjšine, pri čemer pa slovenska skupnost ni uspela združiti političnih moči v enotno slovensko politično stranko ali krovno organizacijo. Naslednje poglavje v pravnem položaju manjšine naj bi bili osimski sporazumi 1975, ki pa niso prinesli pomembnih praktičnih sprememb. Predvsem v Trstu se je v nadaljnjem obdobju oblikovalo italijansko politično gibanje proti dokončni ureditvi mejnega vprašanja in uveljavljanju dvojezičnosti na območju.
Šele sprostitev blokovske delitve Evrope je v poznih devetdesetih letih prinesla najprej splošni zakon št. 482/1999 o zaščiti jezikovnih manjšin v Italiji, leta 2001 pa zakon št. 38 o zaščiti slovenske jezikovne manjšine. 
Na deželni ravni je manjšino z zakonom za Slovence št. 26/2007 pravno zaščitil tudi deželni odbor Furlanije - Julijske krajine.
Republika Slovenija je svoj odnos do avtohtonih slovenskih skupnosti onkraj državnih meja pravno uredila šele leta 2010 z Zakonom o odnosih Republike Slovenije s Slovenci zunaj njenih meja (ZORSSZNM).
Zakon Republike Italije št. 38/2001 določa ozemeljski obseg manjšinske skupnosti, jezikovne pravice in dvojezičnost v javnem življenju, zagotavlja obstoj šolskih in kulturnih institucij, vračanje nepremičnin ter finančna sredstva. Ne glede na to v desetletju po sprejetju zakona njegove določbe niso bile učinkovito vgrajene v druge (deželne in občinske) zakone, upoštevanje določil pa je bolj odvisno od trenutne politične volje obstoječih oblasti ter podvrženo predvolilnim in drugim političnim provokacijam. Zaščitni zakon za slovensko jezikovno manjšino v deželi Furlaniji – Julijski krajini je sestavljen iz 29 členov:
- 3. člen določa ustanovitev Institucionalnega paritetnega odbora za vprašanja slovenske manjšine;
- 4. člen določa ozemeljski obseg in stopnjo izvajanja zakona;
- 7. člen urejuje pravico pripadnikov slovenske manjšine, njihovih podjetij in združenj ter ustanov, da uporabljajo imena in priimke, oziroma poimenovanja v slovenski obliki;

- 8. člen urejuje rabo slovenskega jezika v javni upravi — med drugim odprtje urada za odnose s pripadniki slovenske manjšine v središčih Trsta, Gorice in Čedada, tudi v slučaju, da omenjena središča ne bi spadala v območje veljavnosti zaščitnega zakona;
- 9. člen urejuje rabo slovenskega jezika v izvoljenih telesih;
- 10. člen urejuje rabo slovenskega jezika na napisih javnih uradov in pri cestnih oznakah;
- 11. člen obravnava rabo slovenskega jezika v šolah s slovenkim učnim jezikom;
- 12. člen obravnava rabo slovenskega jezika v javnih šolah videmske pokrajine;
- 14. in 15 člen obravnavata rabo slovenksega jezika na področjih raziskovanja in glasbene vzgoje;
- 17. člen obravnava razvoj odnosov z Republiko Slovenijo;
- 26. člen omenja možnost olajšane izvolitve pripadnikov slovenske manjšine v senat in poslansko zbornico.

Izvajanje določil zaščitnega zakona vsekakor ni predvideno v vsem območju kjer je priznana prisotnost slovenske manjšine; v določenih krajih tega območja, je namreč predvideno izvajanje le nekaterih členov zaščitnega zakona.
| Zaščita manjšin na internacionalni ravni | Zaščita manjšin na internacionalni ravni | Zaščita manjšin na internacionalni ravni | Zaščita manjšin na internacionalni ravni | Zaščita manjšin na internacionalni ravni |
| --- | ---------------------------------------- | ---------------------------------------- | ---------------------------------------- | ---------------------------------------- |
| |                                          |                                          |                                          |                                          |
| Države izražajo skrb za ohranitev in razvoj svojih nacionalnih manjšin s sprejetjem določenih internacionalnih obvez in s sprejetjem zakonov za zaščito manjšin — med najpomembnejšimi: - Deklaracija o pravicah pripadnikov nacionalnih ali etničnih, verskih in jezikovnih manjšin (Declaration on the Rights of Persons belonging to National or Ethnic, Religious and Linguistic Minorities), ki jo je sprejela OZN, 18. decembra 1992; - Evropska listina za jezike regij in manjšin (European Charter for Regional or Minority Languages), ki jo je sprejel Svet Evrope, 5. novembra 1992; - Okvirna konvencija za zaščito narodnih manjšin (Framework Convention for the Protection of National Minorities), ki jo je sprejel Svet Evrope, februarja 1995: |                                          |                                          |                                          |                                          |

| Socialna in pravna opredelitev Slovencev v Italiji | Socialna in pravna opredelitev Slovencev v Italiji | Socialna in pravna opredelitev Slovencev v Italiji | Socialna in pravna opredelitev Slovencev v Italiji | Socialna in pravna opredelitev Slovencev v Italiji |
| --- | -------------------------------------------------- | -------------------------------------------------- | -------------------------------------------------- | -------------------------------------------------- |
| |                                                    |                                                    |                                                    |                                                    |
| Tržaški in goriški Slovenci z italijaskim državljanstvom smatrajo sebe za pripadnike slovenskega naroda z italijanskim državljanstvom, in svojo skupnost kot slovensko avtohtono narodno skupnost v Italiji, slovenski jezik pa kot svoj materni jezik; pri Rezijanih in Beneških Slovencih pa je, zaradi drugačneih zgodovinskih izkušenj, pripadnost slovenskemu narodu manj občutena. V italijanski strokovni literaturi so Slovenci v Italiji opredejeni kot “slovensko govoreči državljani” (cittadini slovenofoni / popolazione slovenofona / popolazione di lingua slovena), ali tudi kot "etnično-jezikovna manjšina" (minoranza etno-linguistica). V italijanskem zakonu št. 38/2001 so Slovenci v Italiji opredeljeni kot pripadniki “jezikovne manjšine” (minoranza linguistica slovena), v italijanskem zakonu št. 482/1999 so obravnavani kot "zgodovinska jezikovna manjšina" (minoranza linguistica storica) in opredeljeni kot “slovensko prebivalstvo” (popolazione slovena) — nikjer pa niso priznani kot “slovenska narodna skupnost”, čeprav so pripadniki italijanske manjšine v Sloveniji po ustavi opredeljeni kot "avtohtona italijanska narodna skupnost v Sloveniji" (comunità nazionale autoctona italiana in Slovenia). |                                                    |                                                    |                                                    |                                                    |

| Občine in zaselki, ki so vključeni v območje izvajanja zakona 38/2001 |
| --- |
| Občina Rezija/Resia (UD) |
| Občina Bardo/Lusevera (UD) |
| Občina Tipana/Taipana (UD) |
| Sledeči zaselki v občini Neme/Nimis (UD): Černjeja/Cergneu |
| Občina Ahten/Attimis (UD) |
| Sledeči zaselki v občini Fojda/Faedis (UD): Čanebola/Canebola, Podcerkev/Valle, Podrata/Clap, Vila/Costalunga, Ravne/Costapiana, Pedroža/Pedrosa, Garmovščica/Stremiz in Radišče/Gradischiutta |
| Občina Podbonesec/Pulfero (UD) |
| Občina Sovodnje/Savogna (UD) |
| Občina Garmak/Grimacco (UD) |
| Občina Dreka/Drenchia (UD) |
| Občina Srednje/Stregna (UD) |
| Občina Svet Lienart/San Leonardo (UD) |
| Občina Trbiž/Tarvisio (UD) |
| Občina Naborjet - Ovčja vas/Malborghetto-Valbruna (UD) |
| Občina Krmin/Cormons (GO) |
| Občina Števerjan/San Floriano del Collio (GO) |
| Občina Gorica/Gorizia (GO) |
| Občina Zagraj/Sagrado (GO) |
| Občina Doberdob/Doberdò del Lago (GO) |
| Občina Ronke/Ronchi dei Legionari (GO) |
| Občina Devin - Nabrežina/Duino-Aurisina (TS) |
| Občina Zgonik/Sgonico (TS) |
| Občina Repentabor/Monrupino (TS) |
| Občina Trst/Trieste (TS) |
| Občina Dolina/San Dorligo della Valle (TS) |
| Občini Milje/Muggia (TS) |

| Občine in zaselki, kjer so nekatere zakonske posebnosti oziroma je odobreno izvajanje le nekaterih členov zakona 38/2001 |
| --- |
| Občina Naborjet - Ovčja vas/Malborghetto-Valbruna (UD)                                                                   |
| Občina Trbiž/Tarvisio (UD)                                                                                               |
| Občina Tavorjana/Torreno (UD)                                                                                            |
| Občina Špeter Slovenov/San Pietro al Natisone (UD)                                                                       |
| Občina Čedad/Cividale del Friuli (UD)                                                                                    |
| Občina Prapotno/Prepotto (UD)                                                                                            |
| Mesto Gorica/Città di Gorizia (GO)                                                                                       |
| Občina Tržič/Comune di Monfalcone (GO)                                                                                   |
| Mesto Trst/Città di Trieste (TS)                                                                                         |

## Izobraževanje v slovenskem jeziku
Šolstvo v slovenskem učnem jeziku vključuje mrežo vrtcev, osnovnih šol ter nižjih in višjih srednjih šol. Gre za šole v slovenskem učnem jeziku, razen v primeru dvojezičnega šolskega centra v Špetru Slovenov. Učni programi slovenskih šol so skladni s tistimi iz siceršnjih šol v Italiji, z dodatkom slovenskega jezika in književnosti ter dodanih vsebin zgodovine in zemljepisa. Slovenske šole je na današnjem ozemlju Tržaške in Goriške pokrajine zagotovila Marija Terezija leta 1774, delovanje slovenkih šol je bilo prekinjeno, po dodelitvi Avstrijskega primorja Italijanski kraljevini na podlagi Rapalske pogodbe (1920) med letoma 1927 in 1945, zaradi fašističnih ukrepov. Z uvedbo Gentilejeve šolske reforme (Zakon 2185 z dne 1.10.1923) je italijanska država uvedla prepoved poučevanja slovenskega jezika na šolah. V kratkem času je bilo, na podlagi tega zakona, do leta 1930 ukinjenih na Goriškem in na Tržaškem nad 60 šol s slovenskim učnim jezikom.

Le po drugi svetovni vojni je bila Slovencem v Italiji spet vrnjena možnost rabe slovenskega jezika na obveznih šolah, zajamčena z zakonom št. 1012 z dne 19.07.1961.
Slovenskega šolstva niso imeli Slovenci Videmske pokrajine do osemdesetih let preteklega stoletja, ko so v Špetru Slovenov ustanovili svoj dvojezični šolski center, ki je bil leta 2001 podržavljen.
Leta 2002 je slovenske šole obiskovalo 3207 učencev in dijakov, kar pomeni 38 % upad v preteklih 25 letih. Spreminja se tudi narodnostna sestava učencev in dijakov: po ocenah poznavalcev jih le nekaj več kot tretjina izhaja iz čistih slovenskih družin (to je skupina z največjim upadom deleža), druga tretjina so otroci iz mešanih zakonov, preostala tretjina pa otroci iz italijanskih družin (številni od njih s slovenskimi predniki). Prav zadnja skupina beleži največji porast deleža.
Razen javnih šol manjšinska skupnost organizira zasebne šole glasbe in poklicno izobraževanje. Ostala šolska infrastruktura sta dijaška domova v Trstu in Gorici ter izobraževalni konzorcij Slov.I.K. Slovenščina se na univerzitetni ravni v okviru lektoratov poučuje v več italijanskih mestih vključno s Trstom, Vidmom in Rimom.
Manjšinsko šolstvo se spopada z zapiranjem šol zaradi manjšanja števila otrok, posebnim izvajanjem programa in neustreznostjo prostorov, dilemo omejevanja vpisa neslovenskih otrok v šole in s političnimi odločitvami italijanske vlade glede finančnih sredstev za šole.

## Gospodarstvo
Gospodarska podlaga je bila bistvena za siceršnje življenje manjšinske skupnosti, a je doživela katastrofo v devetdesetih letih po spremembi političnih razmer v regiji. Danes se gospodarstvo snuje na novih podlagah meddružbenega posredovanja, čezmejnega sodelovanja idr.
Gospodarska dejavnost skupnosti je bila živahna že pred prvo svetovno vojno (zadružništvo, obrt, založništvo, bančništvo, kmetijstvo). Kmetijstvo je bila tradicionalna panoga slovenskega življa na območju, ta je z živili oskrboval Trst, Gorico, Reko in ostala mesta v regiji. Ribištvo v Tržaškem zalivu med Štivanom in Trstom je tudi del identitete skupnosti, vir pomembnih etnoloških ostankov, a je slovenska ribiška dejavnost zamrla po drugi svetovni vojni. Slovenski gospodarstveniki so leta 1917 v Trstu ustanovili celo ladjarsko družbo Oceania, a se je ta nedolgo zatem po rapalski pogodbi preselila na Reko in se kasneje združila z Jadransko plovidbo. Gospodarske družbe Slovencev v obdobju italijanskega fašizma niso imele slovenskega značaja.
Po drugi svetovni vojni se je manjšinsko gospodarstvo kljub zapletenim političnim razmeram (a vendarle zaradi sproščenega mejnega režima) razvijalo dobro. Cvetela je predvsem logistična in posredniška dejavnost, kjer so številna mala podjetja služila kot posrednik med italijanskimi in jugoslovanskimi gospodarskimi tokovi. V tem obdobju je preko manjšinskih struktur potekala več kot polovica blagovne menjave med državama. Ta navezanost na obmejne razmere je bila usodna za manjšinsko gospodarstvo po koncu hladne vojne, ko so v kratkem obdobju propadla na meddržavno posredovanje vezana podjetja. Sledila je gospodarska kriza znotraj skupnosti in prezaposlovanje številnih Slovencev v italijansko govoreča delovna okolja.
Danes so največji zaposlovalci s slovensko govorečim delovnim okoljem mediji in šolske ustanove. Večji del preostalega gospodarstva sestavljajo mala družinska podjetja. Slovenski gospodarstveniki so slabo vključeni v velike gospodarske družbe regije (med njimi Tržaško pristanišče, ladjedelnica Fincantieri, zavarovalnica Generali ter tovarna Zanussi-Electrolux v nekoliko odmaknjeni Pokrajini Pordenone). Tudi v tradicionalno slovenskih okoljih Furlanije - Julijske krajine pa so nosilci gospodarske iniciative Italijani.
Za gospodarstvo je pomembna Zadružna kraška banka Trst Gorica, v Gorici pa finančna delniška družba KB1909, ki povezuje različna manjšinska podjetja, njene obveznice pa so vključene v trg Ljubljanske borze. Gospodarske družbe slovenske skupnosti so združene v Slovensko deželno gospodarsko združenje (SDGZ) in Kmečko zvezo.
Slovenska skupnost se je v današnjem obdobju dobro uveljavila kot nadaljnji posredovalec pri sodelovanju na regionalni ravni, tudi pri čezmejnem sodelovanju. Družbi Servis in Euroservis poslujeta s svetovalnimi storitvami pri čezmejnih projektih. Manjša trgovska podjetja skupnosti, ki trgujejo s stereotipno italijanskimi proizvodi (med njimi delikatese, modni izdelki, notranja bivalna oprema), imajo primerjalno prednost na sosednjem trgu Slovenije. Premalo izkoriščeni potenciali se skrivajo tudi v tradicionalno slovenskem kmetijstvu tržaškega in goriškega zaledja, predvsem v gojenju sredozemskih pridelkov ter sodobnejših, sonaravnejših in manj intenzivnih oblikah kmetijstva v občutljivem kraškem svetu.
Zaradi sprostitve mejnih režimov in carin so čezmejne gospodarske priložnosti z investicijami v Slovenijo sicer bolje izkoristili gospodarstveniki iz Italije. Nekatere večje naložbe pa so bile usmerjene tudi v obratno smer, prav na območje slovenske skupnosti. Med drugim je svojo ladjedelnico v Tržiču ustanovilo slovensko podjetje Seaway, medtem ko podjetje Pipistrel vzpostavlja proizvodni obrat za letala v Gorici.

## Organiziranost
Slovenska narodna skupnost v Italiji je najštevilčnejša, najbolje organizirana in politično zastopana od vseh slovenskih skupnosti v sosednjih državah. Razvita je razvejana kulturna in športna dejavnost, v preteklosti je bilo temu dobra podlaga močno gospodarstvo. Vendarle se pojavlja problem demografskega upada, katerega posledica so stari kadri in problem vključevanja mladih v organizirano življenje, pa tudi na vseh ravneh prisotna politična delitev manjšinske skupnosti. Skupnost je politično prisotna v italijanskem senatu in deželnih, pokrajinskih ter občinskih telesih.

### Organizacije in politična zastopanost
Posamezna kulturna in športna društva, gospodarske organizacije in raziskovalne institucije združujeta krovni organizaciji Slovenska kulturno-gospodarska zveza (SKGZ) in Svet slovenskih organizacij (SSO). Prva je nastala v nestabilnem obdobju razmejevanja Svobodnega tržaškega ozemlja leta 1954 in uveljavljala svojo levo, pro-jugoslovansko agendo, ki jo je zagovarjala večina članov skupnosti. Katoliško usmerjen del manjšine (poznavalci ga ocenjujejo na tretjinski delež celotne skupnosti) je bil prezrt s strani socialistične Jugoslavije, svojo politično moč je zato organiziral v stranko Slovenska skupnost (SSk; 1975) in leto kasneje ustanovil še svoj krovni Svet slovenskih organizacij. Obe krovni organizaciji imata svoje odbore na ravni treh pokrajin. Ideja o združevanju političnih moči v novih političnih okoliščinah združene Evrope zaradi zgodovinskih nesoglasij še ni obrodila sadov, a se (odvisno od obdobja in trenutnega vodilnega kadra) organizaciji dogovarjata o skupnih stališčih navzven skupnosti.
Edina stranka, osnovana na nacionalnih temeljih, je Slovenska skupnost. Njeni predstavniki so v deželnem svetu Furlanije - Julijske krajine in v pokrajinskih svetih ali odborih Trsta in Gorice, številčneje pa so zastopani na občinski ravni. Del skupnosti, tradicionalno pripaden levi politiki in SKGZ, pa se večinoma povezuje v levo usmerjene vseitalijanske stranke: slovenska komponenta Demokratske stranke, slovenska komisija Stranke komunistične prenove, Stranka italijanskih komunistov. Članica italijanske Demokratske stranke je tudi Tatjana Rojc, pripadnica skupnosti, na zadnjih volitvah izvoljena v senat. Senatorji kot pripadniki slovenske skupnosti, tradicionalno zastopane v senatu s po nekaj člani, so pomembni za vplivanje na manjšinska vprašanja, četudi kot člani vseitalijanskih strank niso neposredni zastopniki slovenske skupnosti.
Slovenska skupnost je bila izrazito zastopana v Kraški gorski skupnosti (oblika lokalne samouprave v Italiji), ki pa je bila kasneje ukinjena kljub prizadevanjem za ohranitev in kasnejšo ponovno oživitev zaradi velikega pomena za Slovence.

### Raziskovalne institucije
Iz manjšinske skupnosti izhaja več izobražencev in raziskovalcev, ki se poleg ostalega ukvarjajo tudi s samim zgodovinskim razvojem in današnjimi socialnimi, geografskimi in političnimi vprašanji skupnosti. V namen raziskovanja manjšine je bil leta 1974 ustanovljen tudi Slovenski raziskovalni inštitut (SLORI) v Trstu. V okviru Narodne in študijske knjižnice v Trstu deluje tudi Odsek za zgodovino in etnografijo, v Špetru pa Inštitut za slovensko kulturo raziskuje predvsem jezik in kulturo, podobno kot raziskovalni oddelek slovenskega kulturnega središča Planika v Ukvah. V Trstu je tudi Knjižnica Dušana Černeta, ki zbira specifično gradivo o Slovencih po svetu in je izredno zanimiva za raziskovalce.

### Kultura in šport
Kulturna dejavnost je tradicionalni temelj manjšinske skupnosti, ki se je v preteklosti mnogokrat borila za svoj obstoj ob večinskem narodu prav z ohranjanjem kulturne identitete. Danes je kulturna dejavnost razvejana in živahna v vseh treh pokrajinah skupnosti v Furlaniji - Julijski krajini. To je še posebej pomembno v Videmski pokrajini, kjer je skupnosti ob pomanjkanju pravnih in institucionalnih temeljev preostajala le večinoma amaterska kulturna dejavnost.
V Trstu in Gorici deluje več knjižnic (najpomembnejša med njimi Narodna in študijska knjižnica), več manjših knjižnih zbirk pa je najti v posameznih kulturnih društvih manjših naselij. Manjšinska založniška dejavnost omogoča izdajanje lastne literature, ki jo je med drugim mogoče kupiti v slovenskih knjigarnah v Trstu in Gorici.
Slovensko stalno gledališče v Trstu je od leta 1977 uvrščeno med poklicne gledališke ustanove v Italiji. Gledališke in koncertne dejavnosti organizira tudi slovenski kulturni dom v Gorici in kulturni center Lojze Bratuž iz Gorice. Že od leta 1946 deluje Radijski oder, ki snema radijske oddaje in dramska dela ter sinhronizira risanke v slovenščini za Radio Trst A. Obstajajo tudi amaterske gledališke skupine v okviru lokalnih kulturnih društev. Vsaki dve leti se v Mavhinjah dogaja Zamejski festival amaterskih dramskih skupin.
Glasbena dejavnost ima med Slovenci v Italiji pomembno tradicijo posebej na področju zborovskega petja in godb. Za glasbeno dejavnost skrbita Glasbena matica in Slovenski center za glasbeno vzgojo Emil Komel, prav tako pa so tu aktivna lokalna kulturna društva. V Števerjanu poteka letni festival slovenske narodno-zabavne glasbe, mednarodni glasbeni in likovni festival Postaja Topolove v odmaknjeni vasi Topolovo v Beneški Sloveniji pa je uveljavljen v evropskem merilu.
Likovni ustvarjalci skupnosti se združujejo v Društvu za umetnost KONS, likovne razstave pa so med drugim pripravljene v Narodni in študijski knjižnici. Več manjših galerij se nahaja po manjših naseljih prostora: Opčine, Repen, Špeter. Vsakoletni mednarodni simpozij Arteden je prirejen v Lonjerju in ima širši evropski značaj, še posebej za umetnike manjšinskih skupnosti Evrope.
Več kot 100 slovenskih kulturnih društev povezujejo 3 zveze društev (Zveza slovenskih kulturnih društev, Slovenska prosveta v Trstu, Zveza slovenske katoliške prosvete v Gorici). Večinoma gre za lokalno dejavnost: krožki za otroke, pevski zbori, jezikovni in praktični tečaji, taborniška in skavtska srečanja, organizacija prireditev ipd., ki pa je bistvenega pomena za slovensko narodno skupnost in njen obstoj.
S športom se organizirano ukvarja več kot 50 društev (vključenih v Združenje slovenskih športnih društev v Italiji), v katera je vključenih okoli 7.000 ljudi na sezono. V glavnem gre za amaterski šport, a se nekatere ekipe in posamezniki vključujejo in dosegajo vidne rezultate na profesionalni ravni. Profesionalni športniki iz slovenske manjšinske skupnosti so v preteklosti nastopali tako za italijanske kot slovenske reprezentance. Olimpijske medalje sta za italijanske reprezentance v preteklosti osvojila kolesar Jurij Uršič (Tokio 1964) in odbojkar Matej Černic (Atene 2004).

### Mediji
Medijska dejavnost skupnosti obsega tiskane medije, radio-televizijo in založništvo. Med tiskanimi mediji je zgodovinsko pomemben Primorski dnevnik iz Trsta, pomembno naklado ima tudi tedenski Novi glas iz Gorice ter v narečju pisani tednik Novi Matajur in katoliški štirinajstdnevnik Dom. Edina mesečna  revija, ki še redno izhaja, je Mladika iz Trsta. Izhajajo tudi druga mladinska in tematska glasila, kot na primer Galeb, Pastirček, Jambor ...
Radio-televizijski program zagotavlja deželna postaja RAI. Radio Trst A dnevno oddaja okoli 12,5 ur radijskega programa v slovenščini, šele od leta 1995 dalje pa je mogoče spremljati večerni televizijski program slovenske redakcije RAI v slovenščini. Pripadniki manjšinske skupnosti spremljajo tudi radio-televizijske programe iz Slovenije, a signal RTV Slovenija ne seže v nekatera manjšinska območja Videmske pokrajine.
Založniške hiše Mladika, Založništvo tržaškega tiska, Založba Most in Goriška Mohorjeva družba omogočajo izdajanje publikacij večinoma manjšinskih ustvarjalcev. Vendarle je manjšinska literatura le skromno zastopana in slabše prepoznavna na širšem slovenskem trgu.

## Znane osebnosti
Iz slovenske skupnosti v Italiji izhajajo nekatere pomembne osebnosti različnih področij. V celotnem slovenskem prostoru so dobro uveljavljeni literati Vladimir Bartol, Igo Gruden, Miroslav Košuta, Boris Pahor, Alojz Rebula idr., zgodovinarja Jože Pirjevec in Marta Verginella, novinar Jurij Gustinčič, slikar Avgust Černigoj, nogometni trener Edoardo Reja in drugi.

### Politiki
- Ivan Nabergoj, v svojem času med najvidnejšimi slovenskimi politiki na Primorskem in poslanec v državnem zboru na Dunaju
- Josip Pangerc - deželni poslanec in odbornik v istrskem deželnem zboru in v deželnem zboru kraljevine Italije, nadžupan dolinske občine in narodni buditelj
- Engelbert Besednjak - politik in publicist
- Stojan Spetič - novinar, učitelj in politik
- Mitja Ribičič - politik v SFRJ in partizan
- Ivan Regent - komunistični aktivist

### Raziskovalci
- Vojko Bratina - fizik
- Milko Brezigar - ekonomist
- Lavo Čermelj - fizik
- Boris Furlan - pravnik
- Boris M. Gombač - zgodovinar
- Miran Košuta - literarni zgodovinar
- Julius Kugy - alpinist in pisatelj
- Niko Kuret - etnolog
- Alessio Lokar - ekonomist
- Boris Merhar - literarni zgodovinar
- Pavle Merkù - muzikolog, lingvist in skladatelj
- Boris Paternu - literarni zgodovinar
- Jože Pirjevec - zgodovinar
- Marija Pirjevec - literarna zgodovinarka in prevajalka
- Edvard Rusjan - letalec in pionir motornega letenja
- Mirko Rupel - literarni zgodovinar
- Igor Škamperle - sociolog in prevajalec
- Božo Škerlj - antropolog
- Lidija Glavina - ekonomistka
- Marta Verginella - zgodovinarka in antropologinja
- Sergij Vilfan - zgodovinar

### Književniki
- Vladimir Bartol - pisatelj
- Lojzka Bratuž - pisateljica
- Andrej Budal - pisatelj in prevajalec
- Marij Čuk - pisatelj
- Rafko Dolhar - pisatelj in alpinist
- Igo Gruden - pesnik
- Dušan Jelinčič - pisatelj in alpinist
- Miroslav Košuta - pesnik
- Nada Kraigher - pisateljica
- Marija Mijot - pisateljica
- Boris Pahor - pisatelj
- Bruna Marija Pertot - pisateljica
- Alojz Rebula - pisatelj
- Alojzij Remec - pisatelj
- Alojzij Res - pisatelj in prevajalec
- Ivan Rob - pisatelj
- Aldo Rupel - pisatelj
- Smiljan Samec - pisatelj
- Marko Sosič - pisatelj in režiser
- Silvester Škerl - prevajalec in urednik
- Vladimir Truhlar - pesnik in teolog
- Stanko Vuk - pesnik

### Igralci in glasbeniki
- Lojze Bratuž - zborovodja, skladatelj in protifašist
- Edi Bucovaz - glasbenik in pevec
- Miranda Caharija - igralka
- Ferdo Delak - gledališki režiser
- George Dolenz - igralec
- Boris Kobal - igralec in režiser
- Anita Kravos - igralka
- Sergej Verč - igralec, režiser in pedagog
- Marij Kogoj - skladatelj
- Elvira Kralj - igralka
- Zoran Lupinc - glasbenik
- Andro Merkù - komik
- Denis Novato - harmonikar
- Mirko Polič - skladatelj
- Ubald Vrabec - skladatelj

### Slikarji
- Milko Bambič, slikar, likovni kritik, pisatelj in publicist
- Franc Kavčič - slikar
- Avgust Černigoj - slikar in grafik
- Gojmir Anton Kos - slikar in profesor
- Livio Možina - slikar
- Zoran Mušič - slikar, grafik in risar
- Stanislav Rapotec - slikar in častnik
- Lojze Spacal - slikar in grafik
- Lojze Špacapan - slikar
- Jožef Tominc - slikar

### Novinarji
- Sergio Canciani - novinar
- Barbara Gruden - novinarka
- Jurij Gustinčič - novinar
- Miran Hrovatin - snemalec
- Alessandro Saša Ota - časnikar, snemalec, fotograf in kulturni delavec
- Demetrij Volčič - novinar in politik
- Sergio Tavčar - športni novinar
- Vojmir Tedoldi - novinar

### Arhitekti in oblikovalci
- Franko Luin - tipograf in esperantist
- Edo Mihevc - arhitekt
- Marko Pozzetto - arhitekt, umetnostni zgodovinar in univerzitetni profesor v Trstu
- Boris Podrecca - arhitekt
- Branko Simčič - arhitekt, urbanist in umetnik
- Viktor Sulčič - arhitekt

### Verske osebnosti
- Frančišek Borgia Sedej - slovenski rimskokatoliški duhovnik, škof, nadškof in metropolit
- Ivan Nepomuk Glavina - nadškof
- Kazimir Humar - duhovnik in kulturni delavec
- Jože Prešeren - duhovnik, publicist in kulturni delavec
- Jakob Ukmar - duhovnik in pisatelj
- Virgil Šček - duhovnik in politik
- Ivan Trinko - duhovnik, pesnik in prevajalec
- Božo Zuanella - duhovnik in zgodovinar
- Arturo Blasutto - duhovnik
- Matevž Ravnikar - duhovnik, škof, pesnik in zgodovinar
- Jernej Legat - škof in teolog

### Športniki
- Matej Černic - odbojkar
- Arianna Bogatec - jadralka
- Jan Budin - košarkar
- Claudia Coslovich - metalka kopja
- Samo Kokorovec - kotalkar
- Marko Lokar - košarkar
- Loris Manià - odbojkar
- Katja Milič - namizna tenisačica
- Lojze Mužina - boksar
- Edoardo Reja - nogometaš in trener
- Tanja Romano - kotalkarica
- Marko Verginella - košarkar
- Boris Vitez - košarkar
- Sandra Vitez - odbojkarka

### Protifašistični aktivisti
- Zorko Jelinčič - ustanovitelj organizacije TIGR
- Pinko Tomažič - komunistični aktivist
- Anton Ukmar (partizansko ime Miro) - partizanski poveljnik
- Ferdo Bidovec - antifašističen
- Fran Marušič - antifašističen
- Ivan Regent - komunistični aktivist

### Druge osebnosti
- Lambert Ehrlich - teolog, etnolog in politik
- Franc Kalister - poslovnež in mecen
- Janez Nepomuk Kalister - poslovnež in mecen

### Znani Italijani slovenskega rodu
- Danilo Dolci - sociolog (mati Slovenka iz Sežane)
- Gregor Fučka - košarkar
- Franco Giraldi - scenarist in filmski režiser (mati tržaška Slovenka)
- Gaetano Kanizsa - psiholog (mati tržaška Slovenka)
- Guglielmo Oberdan - iredentist (mati goriška Slovenka)